# Jack Drum’s Entertainment

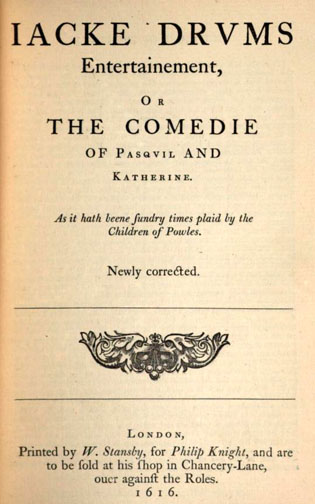
Titelblatt der Druckausgabe von Jack Drum's Entertainment (1616)

Jack Drum’s Entertainment ist ein Theaterstück aus der Spätzeit des Elisabethanischen Theaters, verfasst etwa 1599 oder 1600  von dem Dramatiker und Satiriker John Marston. Die Uraufführung fand mit den Children of Paul’s statt, einer seinerzeit populären Truppe von Boy Actors.

## Geschichte
Das Theaterstück wurde am 8. September 1600 in das Stationers’ Register eingetragen und erstmals 1601 vom Buchhändler Richard Olive im Quarto herausgegeben. Ein zweites Quarto erschien 1616, veröffentlicht von Philip Knight. Ein drittes sollte 1618 von Nathaniel Fosbrooke folgen. Allen drei ist gemein, dass der Urheber des Stückes nicht genannt wurde, gleichwohl ist die Urheberschaft Marstons unter Gelehrten unumstritten.
Es wird zudem angenommen, dass Marston das Stück zusammen mit Thomas Dekker verfasste, jedoch sind die Beweise dafür nicht schlüssig.
Das Stück ist ein Bestandteil im War of the Theatres, einer Schriftstellerfehde, welche von 1599 bis 1602 andauerte. Marstons literarischer Zeitgenosse und Rivale Ben Jonson wird hier mit der Figur des gehörnten Brabant Senior karikiert. Einzelne Kritiker haben versucht, weitere Charaktere im Stück zu identifizieren, obwohl nur wenige davon im wissenschaftlichen Konsens akzeptiert wurden. Mit einer möglichen Ausnahme: Der Charakter Sir Edward Fortune könnte der Schauspieler Edward Alleyn sein, der 1600 das Theater Fortune Playhouse errichtete.
Das Theaterstück geriet danach recht bald in Vergessenheit und wurde bis heute nur selten produziert.

## Handlung
Das Stück erzählt im Hauptstrang die Geschichte der Liebe zwischen Pasquil und Katherine und der Prüfungen und Schwierigkeiten, denen sie auf dem Weg zum Glück gegenüberstehen. Die Nebenhandlung ist die Geschichte einer Ansammlung von Narren, die versuchen, sich gegenseitig zu überlisten, während sie um Frauen streiten. Hier stehen die beiden wohlhabenden Töchter von Sir Edward Fortune im Vordergrund, die von gutaussehenden jungen Männern sowie auch abscheulichen alten Herren als künftige Ehefrauen begehrt werden. Daneben sucht ein verheirateter Mann (Brabant Senior) fest entschlossen seinen Freunden die moralische Integrität seiner Frau zu demonstrieren; dabei passiert es, dass er von ebendieser betrogen wird.
Die Besetzung der Charaktere umfasst einen skrupellosen Wucherer, der ins Stadtleben eintaucht sowie einen dummen Franzosen. Andere Noten scheinen direkt aus der Welt der mittelalterlichen Romantik zu stammen. Eine junge Frau wird bei einem Säureattentat entstellt und ihr Geliebter verliert vor Trauer den Verstand. Sie wird jedoch durch die wundersamen Heilmittel eines örtlichen Einsiedlers geheilt und ihr gesundetes Wiedererscheinen rettet auch ihren Geliebten. Daneben gibt nicht eine, sondern zwei angebliche Ermordungen. Zusammen mit den allgegenwärtigen betrunkenen Morris-Dancers, einschließlich dem titelnden Späßemacher Jack Drum, erzeugt das Stück bei dem Zuschauer einen befremdlich festlichen und pastoralen Eindruck.

## Rezeption
Das Stück verspottet sowohl die menschliche Torheit im Allgemeinen als auch die Verrücktheit verliebt zu sein, obwohl seine härtester Tadel denen vorbehalten ist, die keine Liebe empfinden können; so wie bei dem bösen Wucherer Mamon oder all denen, die sich für überlegen halten und nicht erkennen, dass alle Menschen manchmal dumm sein können, so wie der mit sich selbst zufriedene Kritiker Brabant Senior, bis er eines Besseren belehrt wird.
Die Zuordnung einer Richtung fällt schwer. Professor Matthew Steggle von der University of Bristol bezeichnet das Stück in seiner Beschreibung als „eine seltsame Mischung von Genres“. und deutet an, dass dieses Werk alle anderen „City Comedies“ vorwegnahm, die noch folgen sollten. Michael C. Andrews, Professor emeritus für englische Studien der Old Dominion University, glaubt es der Burleske zuordnen zu können und nimmt an, dass ein Teil daraus dem einige Jahre zuvor erschienenen The Countess of Pembroke's Arcadia (kurz auch Arcadia) von Philip Sidney entnommen wurden.

## Belegende Literatur
- Anthony Caputi: John Marston, Satirist., Cornell University Press, Ithaca, NY 1961.
- Edmund Kerchever Chambers: The Elizabethan Stage. 4 Bände,  Clarendon Press, Oxford 1923.
- Philip J. Finkelpearl: John Marston of the Middle Temple, Harvard University Press, Cambridge, MA, 1969.